# 巴克夏猪
巴克夏猪是猪的品种之一，在中国曾译为巴克县猪、中黑猪、六白猪、盘克县猪等。
巴克夏猪为稀有品种，在新西兰估计还不足100头纯种母猪。巴克夏猪以肉质好著称，但他比美国的其它品种要肥，产仔性能也较差。近年，巴克夏猪在美国用得比世界其他地区多，但它仍应看成是一个数量有限的较不重要的品种。

## 历史
巴克夏据说是17世纪时由奥利弗·克伦威尔的部队所发现。巴克夏据说是英国最古老的猪种，起源于英格兰中南部，主要集中在伯克郡（现在的牛津郡）和威尔特郡地区。英国皇室曾在温莎城堡内饲养巴克夏猪，并将其中的一头猪命名为“温莎城堡”。最初的盤克夏豬是紅色或沙褐色，有時有斑點，18世紀，育種者將盤克夏與中國廣東和暹羅豬交叉繁殖進行了改良，始有今日黑色品種，如「鹿兒島黑豬」。
1823年，巴克夏猪从英国进口到美国。1875年2月25日，美国巴克夏猪协会（American Berkshire Association）在美国成立，这个协会是全世界第一个种猪登记协会。这个协会第一头登记的猪是维多利亚女王所饲养的“黑桃A”（Ace of spades）。但登錄協會過份注重盤克夏的碟狀臉型，導致屠體品質低落，而失去市場。
日本人於1898年將日本盤克夏豬種引入台灣，台灣1909年開始生產桃園種（1877年於廣東嘉應州引進）和日本盤克夏種的雜交肉豬，後因二戰爆發，糧食吃緊，民間改回養殖桃園種等耐粗性較高品種，戰後同樣處物質缺乏年代，盤克夏豬種於1959年在台灣滅絕，因日本不同意輸出日本盤克夏豬種，省畜產試驗所於1996年重新自美國進口盤克夏豬種。
中国在光绪年间就有巴克夏猪引入，并对大量中国家猪品种的选育作出了贡献，包括哈白猪、吉林黑猪、新金猪、东北花猪、金宝屯猪、内蒙黑猪、乌来哈达猪、新疆黑猪、北京黑猪、涿县猪、昌黎猪、汉沽黑猪、汉中黑猪、山西黑猪、宁夏黑猪、甘肃黑猪、泛农花猪、皖北猪、烟台黑猪、沂蒙黑猪、五莲黑猪、福州黑猪及平潭黑猪等。

## 品种特征
全身为黑色，并有6个白色部位（蹄部、面部和尾尖）。鼻子较短，有时朝天。面部略中凹，耳朵竖起稍前倾。

## 文化
乔治·奥威尔的小说《动物农庄》中的拿破仑（Napoleon）即为巴克夏猪。